# Lajo
Lajo ist eine französische Gemeinde  mit 117 Einwohnern (Stand: 1. Januar 2022) im Département Lozère in der Region Okzitanien.  Sie gehört zum Kanton Saint-Alban-sur-Limagnole und zum Arrondissement Mende. 

## Lage
Hier entspringt das Flüsschen Limagnole, durchquert das Gemeindegebiet und entwässert zur Truyère.
Lajo grenzt im Nordwesten an Le Malzieu-Forain, im Nordosten an Chanaleilles, im Südosten an Sainte-Eulalie und im Südwesten an Saint-Alban-sur-Limagnole.

## Geschichte
Sie entstand 1837 durch die Loslösung des Gebietes von Saint-Alban-sur-Limagnole.

### Bevölkerungsentwicklung

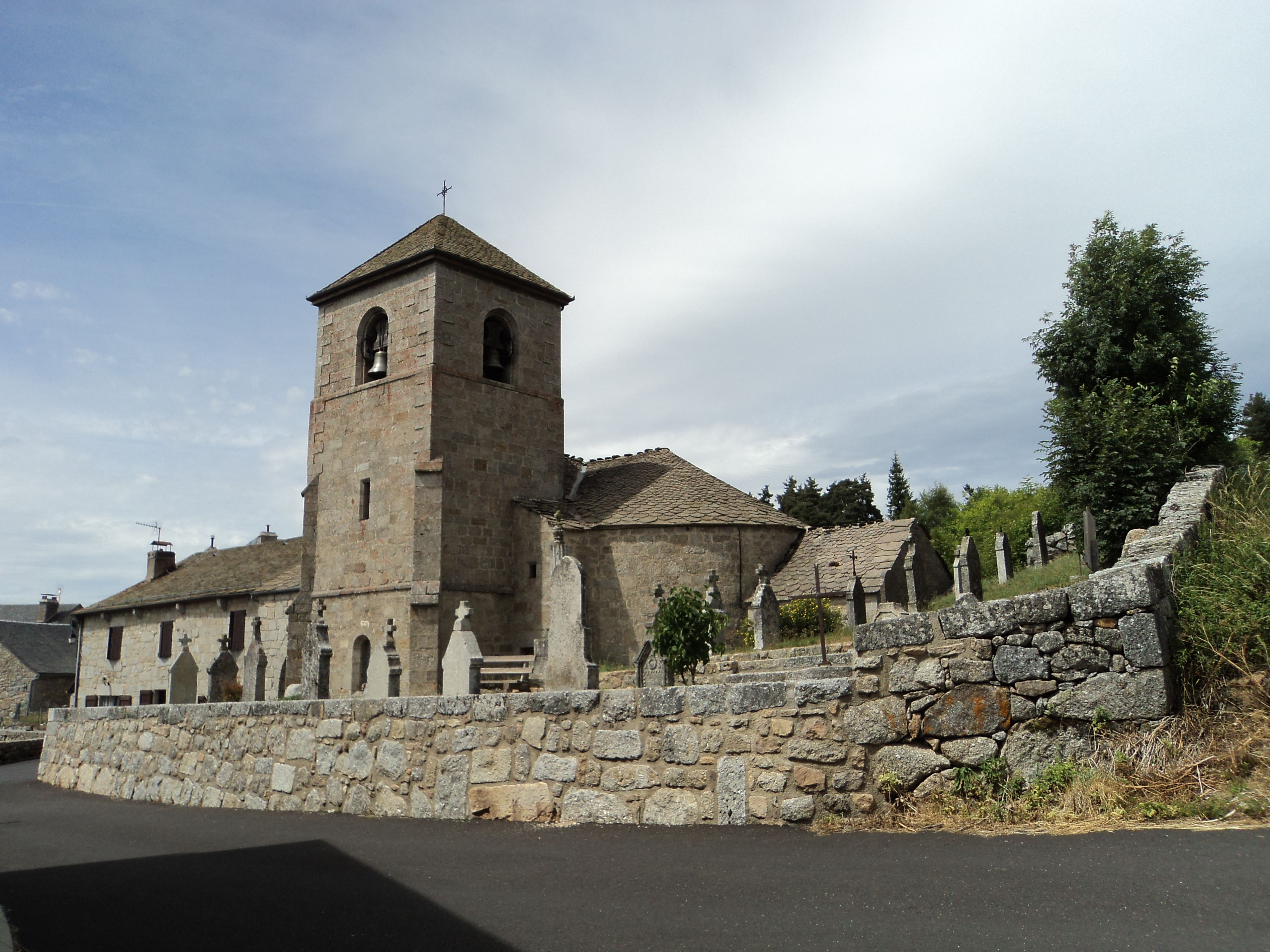
Kirche Saint-Roch in Lajo

| Jahr      | 1962 | 1968 | 1975 | 1982 | 1990 | 1999 | 2008 | 2018 |
| --------- | ---- | ---- | ---- | ---- | ---- | ---- | ---- | ---- |
| Einwohner | 238  | 209  | 182  | 135  | 133  | 136  | 116  | 110  |